# 守ってあげたい!
『守ってあげたい!』（まもってあげたい!）は、くじらいいく子原作・画の漫画作品および、それを原作とした映画作品。1994年から1995年、小学館「週刊ヤングサンデー」連載。コミックス全4巻。

## 概要
彼氏に浮気された腹いせで、陸上自衛隊に志願、入隊してしまった安西サラサを主人公に、配属された教育隊の新隊員と共に、鬼班長の下で地獄の様な訓練の日々を経て、一人の自衛官として成長していく様を描く青春コメディ。
自衛隊を題材にした映画にありがちな政治的背景や社会的背景などの描写を排し、一人の少女が自衛隊という俗世間とかけ離れた世界で奮闘しながら一人前の社会人として、自らの存在意義を見出していく姿を描く。

## 書誌情報
- くじらいいく子 『守ってあげたい!』 小学館〈ヤングサンデーコミックス〉、全4巻
  1. 1994年9月発行、ISBN 4-09-151561-4
  2. 1995年2月発行、ISBN 4-09-151562-2
  3. 1995年8月発行、ISBN 4-09-151563-0
  4. 1996年1月発行、ISBN 4-09-151564-9

## 映画版
2000年3月4日に公開された。
陸上自衛隊の協力により、クライマックスの演習シーンや災害に於ける救助活動のシーン等に対する迫力を表現した。
キャッチフレーズは「くじけても、明日は晴れ。」。

### 出演
- 安西サラサ（2等陸士）：菅野美穂
- 中蜂あやめ（3等陸曹）：杉山彩子
- 島馬京子（2等陸士）：宮村優子
- 牛尾衛子（2等陸士）：白川みなみ
- 桜吹雪鳥子（2等陸士）：池田真紀
- 亀田ひろみ（2等陸士）：氏家恵
- 鰐渕景子（2等陸士）：本橋由香
- 大熊ゆかり（2等陸士）：野村りの
- 佐々木正義（1等陸曹・地方連絡部）：村松利史
- 辻賢治（3等陸佐）：舟田走
- 安西麻美（サラサの妹）：福井裕佳梨
- 安西絹代（サラサの姉）：瑠川あつこ
- リカ（サラサのアルバイト仲間）：鈴木紗理奈
- 南茅野（2等陸士）：安藤裕子
- 橘真治（3等陸佐・第34普通科連隊）：古尾谷雅人
- 安西忠雄（サラサの父）：酒井敏也
- ドライバー：ミッキー・カーチス
- 千葉肇（2等陸佐・教育隊副隊長）：温水洋一
- 市ヶ谷君枝（1等陸佐・教育隊長）：宮下順子
- 松風雅也、羽賀佳代、野添義弘、水島新太郎、三上大和、野崎一馬 ほか

### スタッフ
- 監督・脚本：錦織良成
- 音楽：本多俊之
- 主題歌：iORI「Will you…」
- プロデュース：土橋聞多、小林智浩、小林広司
- 撮影：芦澤明子、小野亮（未クレジット）
- 製作者：日下部孝一、石川富康、錦織良成、山下暉人、布川ゆうじ、高橋一平、加藤哲朗、深谷隆之、加藤肇
- 企画協力：小学館・週刊ヤングサンデー編集部
- 協力：防衛庁、陸上自衛隊、第1師団、第1教育団（女性自衛官教育隊）、富士学校 ほか
- 制作協力：光和興業
- 製作：「守ってあげたい!」製作委員会（日本出版販売、衛星劇場、小学館、スタジオぴえろ、ビジネスエクステンション、竹書房、エヌエスアド、ゼアリズエンタープライズ、マルカ）
- 配給：ゼアリズエンタープライズ、日本出版販売